# Gatunek wyróżniający
Gatunek wyróżniający, takson wyróżniający (ang. D. –  differential species) – gatunek (lub niższy rangą takson), który występuje w danym syntaksonie, nie występuje natomiast w innych syntaksonach. Zwykle są to taksony o szerokiej amplitudzie. Z reguły taksony te nie należą do grupy taksonów charakterystycznych, czasami jednak mogą być równocześnie taksonami charakterystycznymi syntaksonów wyższej rangi. 
Gatunki (taksony) wyróżniające są przydatne przy rozpoznawaniu syntaksonów i są podstawą podziału zespołów roślinności na niższe jednostki. 
Wraz z taksonami charakterystycznymi i taksonami towarzyszącymi tworzą tzw. charakterystyczną kombinację gatunków dla danego syntaksonu.